# 琴城镇朱家大屋
琴城镇朱家大屋，位于中国江西省抚州市南丰县琴城镇人民路上朱家巷2号，是一座精美的明清古建筑。

## 保护
琴城镇朱家大屋为南丰县文物保护单位，编号361023-4-3-009。